# Velké Hamry
Velké Hamry é uma cidade checa localizada na região de Liberec, distrito de Jablonec nad Nisou.